# Onur Kıvrak

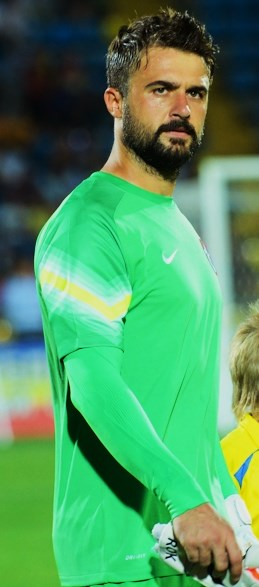
Onur Kıvrak (2014)

Onur Recep Kıvrak (* 1. března 1988 Alaşehir, Turecko) je bývalý turecký fotbalový brankář.

## Klubová kariéra
V Turecku působil v seniorském fotbale v klubech Karşıyaka SK (2004–2008) a Trabzonspor (2008–2019).

## Reprezentační kariéra
Kıvrak nastupoval v tureckých mládežnických reprezentacích.
V A-mužstvu Turecka debutoval 26. 5. 2010 v přátelském zápase proti týmu Severního Irska (výhra 2:0).